# Liberto Corney
Liberto Corney Espallargas (ur. 20 lutego 1905 w Buenos Aires, zm. w 1955 w Montevideo) – urugwajski bokser.
Uczestniczył w Letnich Igrzyskach Olimpijskich, w 1924 roku, przegrał w pierwszej rundzie w wadze lekkiej z Chrisem Grahamem z Kanady.